# البرية (الرملة)
البرية هي قرية فلسطينية مهجرة في قضاء الرملة.

## التاريخ

### القرية قبل عام 1948
تقع القرية في قضاء، الرملة تمرّ بالقرية طريق الرملة- القدس، وتربط القرية بهذه الطريق طريق معبدة من الدرجة الثانية طولها نصف كيلومتر. كان يقع على بعد 5.5 كم من جنوب شرق الرملة على الضفة الشرقية من وادي البرية.
كما في عام 1945 كان عدد سكانها 510 نسمة.
تقع القرية في تخوم السهل الساحلي الفلسطيني الشرقية بالقرب من سفوح جبال القدس، على ارتفاع نحو 100م عن مستوى سطح البحر. ويمر وادي البرية بشرقها مباشرة، ويلتقي بـوادي بردة في شمالها على بعد حوالي ثلث كيلومتر ليكونا واد الحبل أحد روافد الوادي الكبير الذي يرفد بدوره نهر العوجا. وتخلو القرية والأراضي التابعة لها من الينابيع أو الآبار، ولم يظهر أي أثر للمياه الجوفية رغم أن الحفر وصل إلى عمق 200م.
كان الامتداد العام للقرية من الشرق إلى الغرب، واتجه توسعها العمراني أيضاً نحو الجنوب والجنوب الشرقي، إذ حالت بيادر القرية دون توسعها شمالاً، وعاق وادي البرية توسعها شرقاً. وفي عام 1931 كان فيها 86 مسكناً. وفي عام 1945 بلغت مساحة الأراضي التابعة لها 2,831 دونماً لا يملك اليهود منها شيئاً.

## السّكان
بلغ تعداد سكّان البَرِّية 295 نسمة من العرب في عام 1922، وارتفع عددهم إلى 388 نسمة عام 1931، وإلى 510 نسمات في عام 1945. ولكن بعد 1948 تمّ تطهير أهل القرية عرقيًّا بالكامل ولم يبقى منهم أحد. كذلك تمّ تدمير جميع البيوت إلّا واحدًا.
فيما يلي جدول وفقًا لموقع ذاكرة فلسطين الّذي يصف عدد السّكّان في القرية خلال السّنوات بين 1922-1945، كذلك عدد اللّاجئين من القرية:

| السنة                        | نسمة  |
| 1922                         | 295   |
| 1931                         | 388   |
| 1945                         | 510   |
| تقدير لتعداد الاجئين في 1998 | 3,633 |

## معيشة وثقافة أهل البرّيّة
معظم سكان القرية كانوا من المسلمين مارسوا شعائرهم الدّينيّة في مسجد القرية الصّغير. كذلك احتوت القرية على مدرسة ابتدائية للبنين، ضمّت 48 تلميذاً ومدرساً واحداً وقت تأسيسها في سنة 1943. اعتمد سكان القرية في تلبية حاجاتهم من مياه الاستخدام المنزلي على مياه الأمطار التي كانوا يجمعونها في صهاريج، وعلى مصادر المياه المتاحة في القرى المجاورة. الزارعة البعلية وتربية النحل هي أهم ركائز اقتصاد القرية. وقد ذكرت البعثة الملكية البريطانية التي زارت القرية في سنة 1936، أن البرية من القرى الرائدة في العناية بالنحل. وقُدر دخل القرية على هذا الصعيد بألف جنيه فلسطيني في سنة 1936. كذلك فإنّ المحاصيل الزراعية اشتملت على الحبوب والبطيخ والخضروات.
خلال الأعوام 1944/1945، كان ما مجموعه 2627 دونماً مخصصة للحبوب، و51 دونماً مروياً أو مستخدماً للبساتين: وكان بعض سكان القرية يُعنى بتربية الدواجن، بينما كان نفر قليل آخر يعمل موسمياً في المدن المجاورة.
فيما يلي جدول يشير إلى مساحات الأراضي المزروعة نوعيّة المزروعات الّتي فيها (المعلومات أدناه وفقًا لموقع ذاكرة فلسطين في الرّابط التّالي):
| نوعية المساحة المستخدمة  | فلسطيني (دونم) |
| مزروعة بالبساتين المروية | 51             |
| مزروعة بالحبوب           | 2,627          |
| مبنية                    | 55             |
| صالح للزراعة             | 2,678          |
| بور                      | 98             |

## بنية وموقع القرية
أمّا فيما يتعلّق بموقعها الجغرافيّ فهي قرية واقعة على رابية قليلة الارتفاع، ومشرفة على مناطق واسعة إلى الجنوب والغرب. كذلك هناك طريق قصيرة، مرصوفة بالحجارة قام يإنشأها عمّال متطوعون من سكان القرية حتّى يصلوها بطريق الرملة - القدس العام. وكان وادي البرية يمر بالطرف الشرقي من القرية. في أواخر القرن التاسع عشر، وُصفت البرية بأنها مزرعة صغيرة، مبنية بالطوب ومحاطة بأراض مزروعة بالبساتين والأشجار. لقد كان شكل القرية أقرب إلى المستطبل، تمتد من الشرق إلى الغرب على وجه الإجمال؛ ومع توسع القرية امتد بناء المنازل الجديد نحو الجنوب والجنوب الشرقي. بساتين الفاكهة وبيادرها كانت تحفّ القرية تحول دون أي تمدد في اتجاه الشمال، بينما كان وادي البرية يعوق أي توسع نحو الشرق.

## ملكيّة الأراضي
تنقسم ملكيّة الأراضي على النّحو التّالي (هذه المعلومات أدناه وفقًا لموقع ذاكرة فلسطين):
| الخلفية العرقية | ملكية الارض/دونم |
| فلسطيني         | 2,758            |
| تسربت للصهاينة  | 0                |
| مشاع            | 73               |
| المجموع         | 2,831            |

## احتلال القرية
يشير المؤرخ الإسرائيلي بيني موريس إلى أن البرية هوجمت وتمّ تهجير سكانها بين 10 و13 تموز/يوليو 1948؛ في سياق عملية داني. لكن «تاريخ حرب الاستقلال» يقول إن القرية كانت في يد القوات الإسرائيلية منذ بداية عملية داني في 9-10 تموز/يوليو. فقد كانت خطة تلك العملية تقتضي باستعمال قرية البرية كقاعدة انطلاق أحد الوحدات المقاتلة الإسرائيلية، والتي كانت مُكلّفة بتطويق اللد والرملة. وبهذا من الجائز أن تكون القرية احتُلّت إبان عملية باراك. أي الهجوم الذي شُن في منطقة الرملة في أيار/مايو 1948.تمّ إخلاء القرية من سكانها أثناء حرب 1948 العربية الإسرائيلية في 10 يوليو 1948 في سياق ما يعرف في الرواية الصهيونية بعملية داني.
مهما يكن تاريخ احتلالها، فمن الواضح ان البرية كانت في قبضة الاسرائليين المُحكمة في أيلول 1948، اذ بروي بني موريس أن رئيس الحكومة الاسرائيلية، دافيد بن غوريون، تقدم من الحكومة بطلب السماح بتدمير القرية في أواسط أيلول\سبتمبر. ولم يذكر موريس هل لٌبّي الطلب أم لا، لكن أفيد في الشهر ذاته بأن القرية سُميت برية بِت، وأحل فيها المهاجون اليهود. وفي 21 أيلول\سبتمبر، ذُكر ان سكانها اليهود غادروا الموقع «لانعدام الرغبة في البقاء»، مفضّلين «رفاهية المدينة على ما يبدو».

## المستعمرات الّتي أقيمت على أرض القرية
أقيمت على أراض القرية مستعمرتان إسرائيليتان، هما: عزاريا التي أُسست في سنة 1949، وبيت خشمونئي التي أُسست في سنة 1972. أما  كفار شموئيل [الإنجليزية] التي أُسست في سنة 1950 على أراضي تابعة لقرية عنّابة المدمّرة (قضاء الرملة)، فتقع على بعد نحو 4 كلم إلى الشرق من الموقع.

## الشّواهد الباقية من القرية
موقع القرية ممهّد على وجه الإجمال، وقد سُوّي بالأرض باستثناء منزل حجري ما زال قائماً، وبقايا حيطان منزلين اسمنتية تبرز قضبان الحديد منها.

## معرض صور

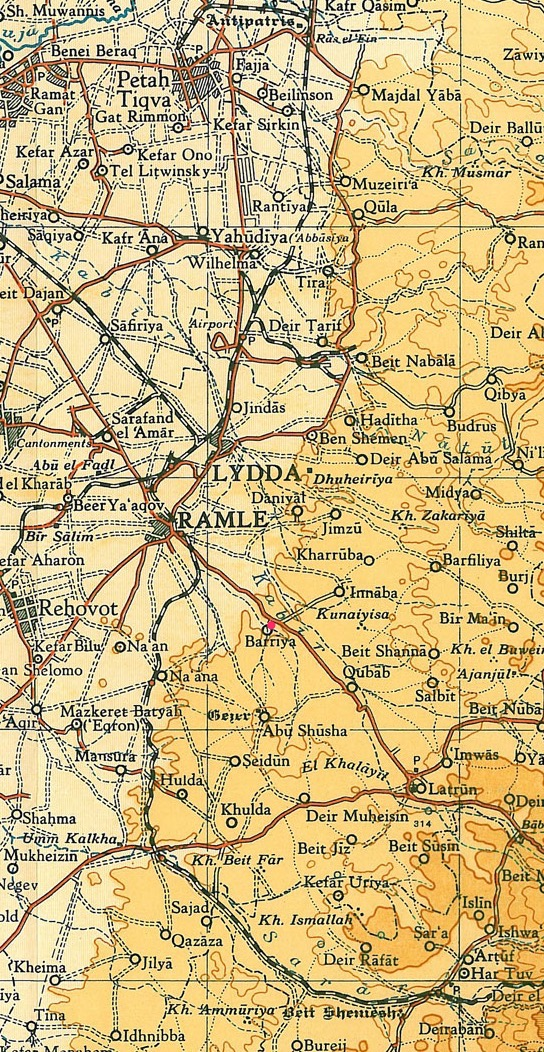
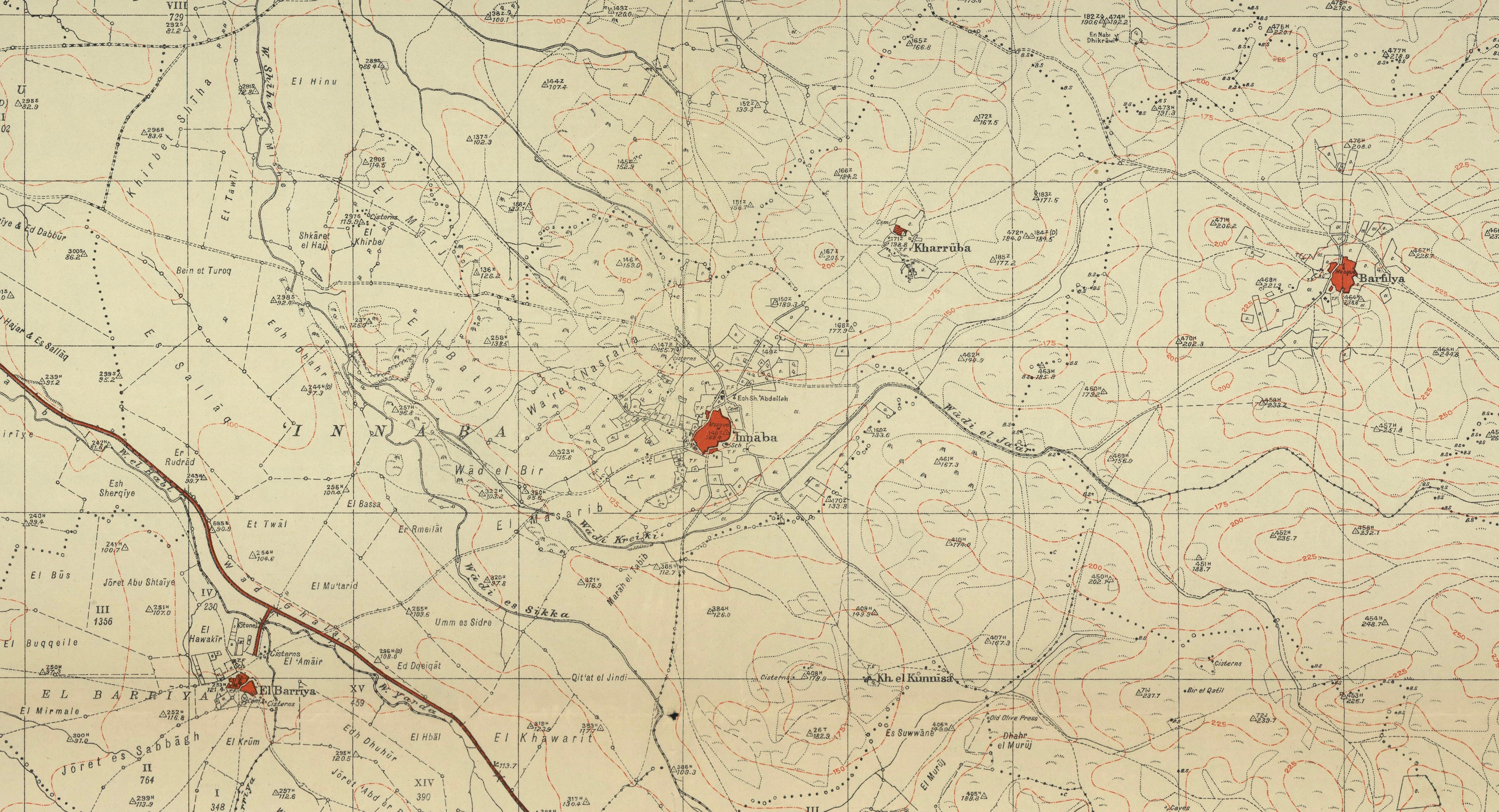
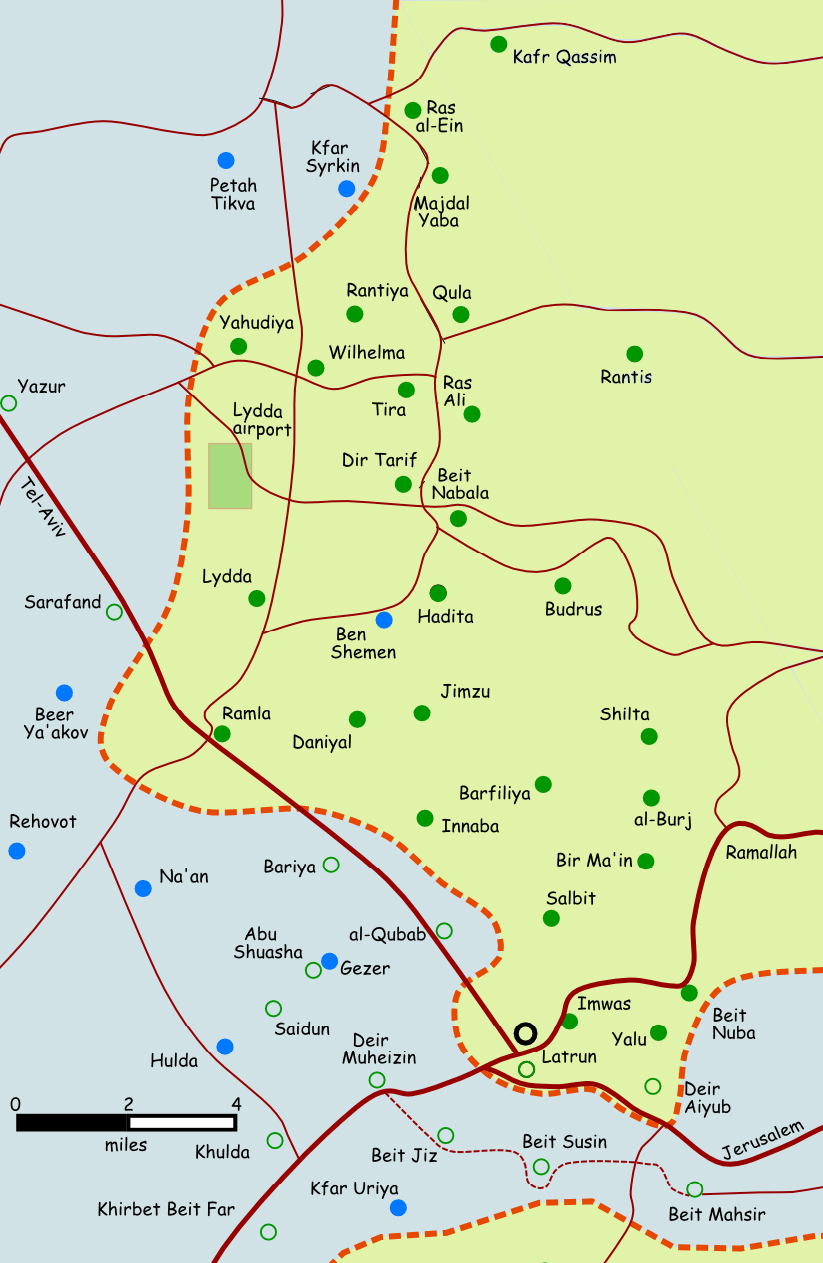